# Plectranthias raki
Plectranthias raki là một loài cá biển thuộc chi Plectranthias trong họ Cá mú. Loài này được mô tả lần đầu tiên vào năm 2025.

## Từ nguyên
Từ định danh raki trong tiếng Dhivehi có nghĩa là "ngại ngùng khi đối mặt với mọi người", hàm ý đề cập đến bản chất nhút nhát hay lẩn trốn của loài cá này, cũng như hầu hết các loài Plectranthias khác.

## Phân bố và môi trường sống
P. raki hiện chỉ được biết đến ở Maldives, nhưng có khả năng phân bố rộng rãi hơn. Chúng được tìm thấy ở độ sâu khoảng 100–125 m, trong các hốc của rạn san hô nằm giữa hai rạn san hô vòng Rasdhoo và Dhaalu.

## Mô tả
Chiều dài lớn nhất được biết đến ở P. raki là 7 cm. Cá có màu trắng, có các mảng đốm đỏ cam ở 2/3 thân trên. Các mảng đỏ cam dần chuyển thành vàng cam ở phía dưới, ánh vàng kim trên nắp mang và hàm trên. Vây hậu môn có màu trắng ở gốc, vàng ở chóp vây, hai đốm vàng ở gốc của gai thứ ba và các tia mềm thứ năm và thứ sáu. Hai đốm vàng cam nằm ở hai bên vây đuôi. Một đốm cam nhỏ ở gốc vây bụng và vây ngực.
Số gai vây lưng: 10; Số tia vây lưng: 15; Số gai vây hậu môn: 3; Số tia vây hậu môn: 7; Số tia vây ngực: 12–13; Số vảy đường bên: 30–32.